# イオンモール川口前川

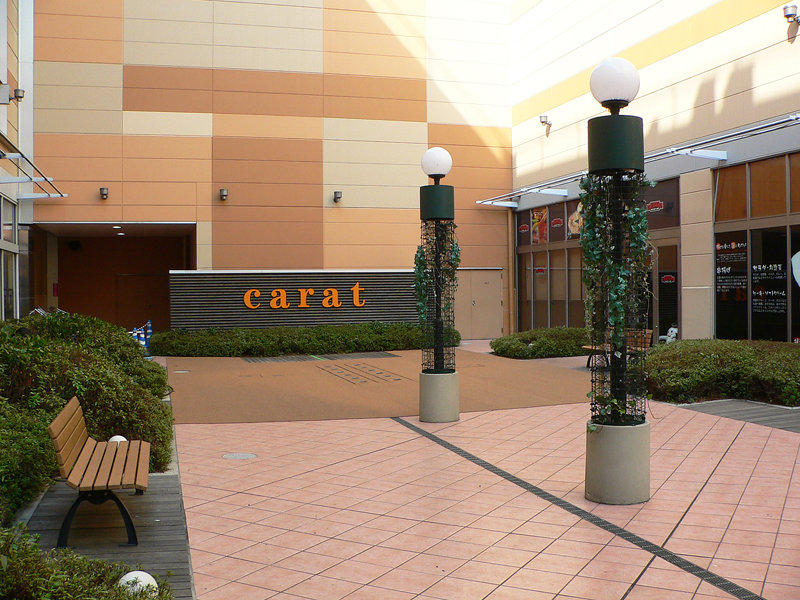
パティオ（中庭）

イオンモール川口前川（イオンモールかわぐちまえかわ）は、埼玉県川口市に所在するイオンモール株式会社運営のリージョナルショッピングセンターである。

## 概要
サイボー株式会社の本社敷地内に所在したサイボー本社工場（1997年7月に閉鎖）の跡地に建つ。2000年（平成12年）11月8日開業。
株式会社ダイヤモンドシティのモール型SC1号店として開設した。
2007年（平成19年）8月21日に株式会社ダイヤモンドシティがイオンモール株式会社と合併したため、名称が「ダイヤモンドシティ・キャラ（DIAMOND CITY carat）」から「イオンモール川口キャラ」に変更。同年11月23日に店鋪を増築した事により、新テナントを誘致し、30代女性を主客層に改装した。
2011年（平成23年）から進められたイオンの大型ショッピングセンターの名称の「イオンモール」への統一に伴い、同年11月21日に「イオンモール川口キャラ」から「イオンモール川口前川」に名称が変更された。
なお、核店舗の「ジャスコ川口前川店」は、2011年（平成23年）3月1日にイオングループの総合スーパーをイオンに店名統一することに伴って「イオン川口前川店」に改称した。
土地・建物はイオンモール川口と同じく、サイボーから賃借している。両店舗間は直線距離で1.5kmしか離れていない。

## 主なテナント
核店舗のイオン川口前川店（2011年（平成23年）2月28日まではジャスコ川口前川店）のほか、約160のテナントが出店している。
出店テナント全店の一覧・詳細情報は公式サイト「ショップガイド」を、営業時間は公式サイト「営業時間・サービス案内」を参照。
- イオン:15,784m2[1]
- 無印良品1,379m2[1]
- ニトリ[1]

## 過去に存在した主なテナント
- ラオックス:2,495m2[1]

## 最寄り駅への交通機関
詳細は公式サイト「アクセスガイド」を参照。

## 周辺施設
- 埼玉県道111号蕨鳩ヶ谷線
- 埼玉県道35号川口上尾線（産業道路）
- 埼玉県立川口工業高等学校
- 益子病院
- 安東病院
- 岡崎病院